# Tennis Channel Open 2007 - Singolare
Il singolare del torneo di tennis Tennis Channel Open 2007, facente parte dell'ATP Tour, ha avuto come vincitore Lleyton Hewitt che ha battuto in finale Jürgen Melzer con il punteggio di 6–4, 7–6 [12-10],

## Round Robin 1
|   |                             | Blake                   | del Potro                | Korolev            |
| 1 | James Blake (1) (1-1)       |                         | Blake 6-1, 3-1, ritirato | Korolev 2–6, 4–6   |
| 2 | Juan Martín del Potro (1-1) | Blake 1–6, 1-3, retired |                          | del Potro 6-3, 6–2 |
| 3 | Evgenij Korolëv (1-1)       | Korolev 6-2, 6–4        | del Potro 3–6, 2–6       |                    |

Vincitore del round robin: Evgenij Korolëv

## Round Robin 2
|   |                            | Benneteau           | Goldstein             | Querrey               |
| 1 | Julien Benneteau (6) (0-2) |                     | Golstein 1–6, 0–6     | Querrey 2–6, 6(3)–7   |
| 2 | Paul Goldstein (1-1)       | Goldstein 6-1, 6–0  |                       | Querrey 4–6, 6–1, 4–6 |
| 3 | Sam Querrey (2-0)          | Querrey 6-2, 7–6(3) | Querrey 6-4, 1–6, 6–4 |                       |

- Vincitore del round robin:  Sam Querrey

## Round Robin 3
|   |                         | Capdeville               | Llodra                   | Melzer               |
| 1 | Paul Capdeville (1-1)   |                          | Capdeville 6-2, 2–6, 6–1 | Melzer 2–6, 2–6      |
| 2 | Michaël Llodra (0-2)    | Capdeville 2–6, 6–2, 1–6 |                          | Melzer 4–6, 6–2, 5–7 |
| 3 | Jürgen Melzer (4) (2-0) | Melzer 6-2, 6–2          | Melzer 6-4, 2–6, 7–5     |                      |

- Vincitore del round robin:  Jürgen Melzer (4)

## Round Robin 4
|   |                           | Becker           | Hernych          | Kuerten          |
| 1 | Benjamin Becker (8) (1-1) |                  | Hernych 3–6, 5–7 | Becker 6-4, 6–3  |
| 2 | Jan Hernych (2-0)         | Hernych 6-3, 7–5 |                  | Hernych 6-4, 6–4 |
| 3 | Gustavo Kuerten (0-2)     | Becker 4–6, 3–6  | Hernych 4–6, 4–6 |                  |

- Vincitore del round robin:  Jan Hernych

## Round Robin 5
|   |                             | Mathieu                | Udomchoke              | Verdasco               |
| 1 | Paul-Henri Mathieu (1-1)    |                        | Mathieu 6-2, 6–3       | Verdasco 6-3, 3–6, 5–7 |
| 2 | Danai Udomchoke (0-2)       | Mathieu 2–6, 3–6       |                        | Verdasco 1–6, 7–5, 2–6 |
| 3 | Fernando Verdasco (5) (2-0) | Verdasco 3–6, 6–3, 7–5 | Verdasco 6-1, 5–7, 6–2 |                        |

- Fernando Verdasco (5)

## Round Robin 6
|   |                       | Koubek            | Kunitsyn               | Safin                  |
| 1 | Stefan Koubek (0-2)   |                   | Kunitsyn 2–6, 2–6      | Safin 5–7, 2–6         |
| 2 | Igor' Kunicyn (1-1)   | Kunitsyn 6-2, 6–2 |                        | Safin 6-4, 6(4)–7, 5–7 |
| 3 | Marat Safin (3) (2-0) | Safin 7-5, 6–2    | Safin 4–6, 7–6(4), 7–5 |                        |

- Vincitore del round robin:  Marat Safin (3)

## Round Robin 7
|   |                         | Henman                 | López                  | Mahut                  |
| 1 | Tim Henman (1-1) (7-WC) |                        | López 7–6(1), 3–6, 4–6 | Henman 6-1, 6–2        |
| 2 | Feliciano López (2-0)   | López 6(1)–7, 6–3, 6–4 |                        | López 3–6, 6–3, 7–6(3) |
| 3 | Nicolas Mahut (0-2)     | Henman 1–6, 2–6        | López 6-3, 3–6, 6(3)–7 |                        |

- Vincitore del round robin:  Feliciano López

## Round Robin 8
|   |                          | Hewitt               | Johansson            | Lu YS.             |
| 1 | Lleyton Hewitt (2-0) (2) |                      | Hewitt 4–6, 7–5, 6–2 | Hewitt 6-3, 6–3    |
| 2 | Thomas Johansson(1-1)    | Hewitt 6-4, 5–7, 2–6 |                      | Johansson 6-0, 6–1 |
| 3 | Lu Yen-hsun (LL)1 (0-2)  | Hewitt 3–6, 3–6      | Johansson 0–6, 1–6   |                    |

- Vincitore del round robin:  Lleyton Hewitt (2)

## Tabellone

### Legenda
| - Q = Qualificato - WC = Wild card - LL = Lucky loser | - ALT = Alternate - SE = Special Exempt - PR = Protected Ranking | - w/o = Walkover - r = Ritirato - d = Squalificato |

## Qualificazioni

### Finali
|  | Quarti          | Quarti            | Quarti            | Quarti | Quarti |  |  | Semifinali | Semifinali      | Semifinali     | Semifinali     | Semifinali     |   |     | Finale | Finale        | Finale        | Finale | Finale |  |
|  |                 |                   |                   |        |        |  |  |            |                 |                |                |                |   |     |        |               |               |        |        |  |
|  | Evgenij Korolëv | Evgenij Korolëv   | Evgenij Korolëv   | 6      | 6      |  |  |            |                 |                |                |                |   |     |        |               |               |        |        |  |
|  | Sam Querrey     | Sam Querrey       | Sam Querrey       | 4      | 4      |  |  |            | Evgenij Korolëv | 7              | 2              | 64             |   |     |        |               |               |        |        |  |
|  |                 | Jan Hernych       | 3                 | 6      | 3      |  |  | 4          | Jürgen Melzer   | 64             | 6              | 7              |   |     |        |               |               |        |        |  |
|  | 4               | Jürgen Melzer     | 6                 | 3      | 6      |  |  |            |                 |                |                |                |   |     | 4      | Jürgen Melzer | Jürgen Melzer | 4      | 610    |  |
|  | 5               | Fernando Verdasco | Fernando Verdasco | 1      | 4      |  |  |            |                 | 2              | Lleyton Hewitt | Lleyton Hewitt | 6 | 712 |        |               |               |        |        |  |
|  | 3               | Marat Safin       | Marat Safin       | 6      | 6      |  |  | 3          | Marat Safin     | Marat Safin    | 5              | 1              |   |     |        |               |               |        |        |  |
|  |                 | Feliciano López   | Feliciano López   | 3      | 2      |  |  | 2          | Lleyton Hewitt  | Lleyton Hewitt | 7              | 6              |   |     |        |               |               |        |        |  |
|  | 2               | Lleyton Hewitt    | Lleyton Hewitt    | 6      | 6      |  |  |            |                 |                |                |                |   |     |        |               |               |        |        |  |